# Sebastian Atas
Anton Sebastian Atas, född 22 april 1994 i Söndrums församling, Hallands län, är en svensk låtskrivare.
Atas och Victor Sjöström driver musikgruppen Jubël.

## Låtar
- 2018 – Name You Beautiful (tillsammans med Victor Sjöström, Viktor Broberg och Per Gessle).

### Melodifestivalen
- 2022 – Innocent Love (tillsammans med David Lindgren Zacharias, Viktor Broberg, Victor Crone och Victor Sjöström).
- 2024 – Awful Liar (tillsammans med David Lindgren Zacharias, Victor Crone och Victor Sjöström).